# 完顏晏
完顏晏（12世紀—1162年），原名斡論，金景祖第八子隋國公阿離合懣次子，金朝政治人物，封齊王。

## 生平
完顏晏為人明敏多謀略，通曉契丹字。天會元年（1123年），烏底改叛。金太宗吳乞買駕幸北京，認為晏有籌策，召他來問，答案符合太宗意思，乃命他為督扈跟從諸軍前往討伐。大軍行至混同江，完顏晏下諭將士說：「今叛眾依山谷，地勢險阻，林木深密，吾騎卒不得成列，未可以歲月破也。」乃具舟楫艤江。完顏晏下令諸軍據高山，連木為柵，多張旗幟，示以為準備持久戰之計策，聲言俟大軍畢集才出發。另一方面，以舟師暗中浮江而下，直搗其營，遂大破叛軍，據險的叛軍不戰而潰。用了大概一個多月便平定叛軍。大軍退還，授職左監門衛上將軍，為廣甯尹，入朝為吏、禮兩部尚書。
皇統元年（1141年），完顏晏為北京留守，改任咸平尹，遷徙至東京。天德元年（1149年），封為葛王，入拜同判大宗正事，進封為宋王，授職世襲猛安。海陵王完顏亮遷都，完顏晏留守上京，授金牌一、銀牌二，累封為豫王、許王，又改越王。貞元元年（1153年），進封齊王。當時近郊禁圍獵，特賜完顏晏三百人跟從打獵。在上京留守一共五年。正隆二年（1157年），例削王爵，改為西京留守。未幾，為臨潢尹，遂致仕，還居會寧。
正隆六年（1161年），海陵王南伐宋，完顏雍為東京留守自立為帝，將士皆自淮南來歸，完顏晏之子恧里乃亦自軍前率眾來歸完顏雍。白彥敬等在北京聞恧里乃等逃還，派遣會寧同知高國勝拘捕完顏晏家族。完顏雍既即位，遣使召完顏晏，既又遣完顏晏兄子鶻魯補馳驛促他到來。完顏晏遂率宗室數人入見，即日拜為左丞豐，封廣平郡王，宴勞彌日。未幾，兼任都元帥。
大定二年（1162年）正月，金世宗完顏雍駕幸山陵。禮畢後上山將獵，有司已夙備。完顏晏諫說：「邊事未甯，畋遊非所宜也。」完顏雍嘉許接納。因謂完顏晏等說：「古者帝王虛心受諫，朕常慕之。卿等盡言毋隱。」進拜為太尉。複致仕，還鄉里。同年，完顏晏薨逝。金世宗下詔有司致祭，賻贈銀幣甚厚。

## 墓葬
完顏晏之墓於1988年在哈爾濱市阿城（金朝早期都城）區巨源鄉城子村被考古學家發掘出土，為夫婦合葬墓。墓中出土文物百餘件，包括大量保存完好的衣物，由於絲織品極難保存，此次發現堪稱難能可貴，被誉为中国北方的“马王堆”。合葬之妻有纏足，由於女真女子不纏足，疑為宋徽宗之女慶福帝姬趙金姑。完颜晏身高在1米63至1米65之间，血型为AB型，由牙齿残留信息判断，完颜晏去世时在58岁至63岁之间。

## 家庭
- 子：
  - 完顏恧里乃
  - 完顏宗道，名 八十